# 仙女下凡
《仙女下凡》（日语：魔女っ子メグちゃん）是東映動畫製作的魔法少女動畫，為東映魔法少女系列第8部作品，於1974年在日本朝日電視台播出。
香港麗的電視於1975年首播；於1991年播放重新配音版本，而1991至93年版最大不同是改用日語原曲，並受到無綫電視動畫《小雙俠》仿效。

## 概要
本作是魔女系列中首套有競爭者出現的作品，確立了「魔法世界王位競爭」的故事模式。

## 故事簡介
同為下一届魔女國女王後備人選的神崎惠和鄉農，被魔界的前輩送去人間界修行，並分別在神崎家和鄉家当作女兒生活。結局兩人合作打敗闍之女王，因此回到魔界。在家人被消除記憶後做妹妹的愛子想起了美琪的事而去找尋。美琪打算回到人間時被安娜阻止，二人就在魔界女王的宮殿內打架。最後此事被魔界女王看到就命令美琪再到神崎家修行。

## 主要人物

### 兩大主角
神崎惠（かんざき メグ）
配音：吉田理保子（日本）；武莉（台視首播版）（台灣）；林錦燕（1975與1991年）（香港）
魔女國女王後備人選之一，為了成為女王於人間界的神崎家進行修行。性格非常輕佻，經常夢想著有白馬王子在身邊出現，不過她非常關心家人，對不平事從不忍耐。於人間界是小百合學園3年級A組的學生，戴著的心形項鍊是使用魔法時的必要道具。
施行魔法時的咒語是（TEKUNIKU.TEKUNIKA.SYARANRAA）。美琪大多數把魔法用在「不正當」用途上，例如遲到時隱身進入課室及惡作劇之類。
結局中因與安娜打架，被女王以「過多人類的感情」為理由，命令她回到神崎家再次修行。
香港譯名：「美琪」。
鄉農（ごう ノン）
配音：塚瀨紀子（日本）；朱妙蘭（1991年）（香港）
魔女國女王後備人選之一，為了成為女王於人間界的鄉家進行修行。由於她太過理性，所以給人冷漠的印象，不過她亦有滑稽的一面。事實上安娜是個很重情義的人，雖然與美琪是後備女王的競爭對手，但內心很信任美琪及把她當成好朋友。基於自己是一個優等生，所以她常隱藏自己的真意，與美琪完全屬於正反兩面的人物。人間界是小百合學園3年級A組的學生，戴著的鑽石形項鍊是使用魔法時的必要道具。
結局中女王命令美琪回到人類世界，她以為自己成為下任女王時，被女王以「不了解人類」為由取消資格。
香港把名稱譯作「安娜」、「阿蘭」。

### 人類世界
美琪及安娜於人間界所寄居的家庭，兩家的人都被植入了美琪及安娜是親人的記憶。
美琪的媽媽真美（マミ）及安娜的媽媽姬娜（キーラン），是上一次的女王後備人選。真美及姬娜後來都嫁給人類，美琪的爸爸是大公司的老闆，而安娜的爸爸就是個畫家。當中只是美琪家有弟妹，分別是頑皮的P仔（ラビ）及愛子（アポ），一家人還養了一頭大狗高賓（ゴンベエ）。
大松老師
配音：緒方賢一、山田俊司 等人（日本）
美琪所就讀的3-A班班主任，對教學很有熱情，怕狗。曾經中了佐山的魔法，一度失去意識，並四處裸奔，從而嚇到安娜面色大變。

### 魔女國
魔女國女王
配音：山口奈奈、吉田理保子（代配）（日本）；陶碧儀（1991年）（香港）
魔女國的統治者，為了自己的繼位人選，而把美琪及安娜送到人間修行。片中她對於兩人的極端評分表示懷疑。法力非常強大，如第49集曾施法令被燒成炭的美琪屍體復活。
佐山
配音：長谷參治（日本）；胡覺海（台視版）（台灣）；黃志成（1991年）（香港）
魔女國的調查官，負責給美琪及安娜評分，然後向女王報告，為人性格欺善怕惡。片中的他不喜歡美琪(但卻不時偷看她的內褲！)，所以經常給予她最差的評分，後來更背地服從闍之女王沙丹。他的部下是烏鴉阿黑（クロー）及貓咪福福（フルフル），經常做出搞蛋的事。結局中他們都被女王處罰，要在宮殿中做下人的清潔工作。

沙丹
配音：野澤雅子（日本）；陶碧儀（1991年）（香港）
魔女國的黑暗女王，第27集出場，其實片中並沒說述她要征服魔女國，但不知為何對美琪及安娜的存在異常執著，更指揮部下襲擊二人。她可以控制巨大的蠍子怪物，武器是一柄大鐮刀，第71集被美琪及安娜合力打敗。(有說她是為了向現任女王報復，因而襲擊現任後選人)
香港把名稱譯為「撒旦」。
李安
配音：沢田和猫（日本）；吳小藝（1991年）（香港）
美琪的魔女後輩，逃離枯燥的魔女國，到了凡間，多次惡作劇令到美琪非常困擾。第71集美琪決戰黑暗女王遇險之際，李安趕及幫忙。

## 電視動畫

### 製作人員
- 音樂：渡邊岳夫
- 製作擔當：江藤昌治、三澤徹夫
- 製作進行：遠藤勇二、林由美子、高木昭雄、宮崎美子、四十八願惠子、小島多美子、永丘昭典
- NET製作人：小澤英輔
- 美術設計：土田勇
- 製作：NET、東映動畫

### 主題曲
片頭曲 
作詞：千家和也，作曲：渡邊岳夫，編曲：松山祐士，主唱：前川陽子
片尾曲
作詞：伊谷亮一郎，作曲：渡邊岳夫，編曲：松山祐士，主唱：前川陽子
香港片頭曲
作曲：渡邊岳夫，主唱：江燕
收錄在《醒目歌》第二輯歌帶內，正片未使用。
臺灣片頭曲
作詞：林煌坤，作曲：陳慶鋒，主唱：麗歌兒童合唱團？
片頭工作人員
- 製作：麗歌唱片公司
- 配音：開聯錄音公司
- 片頭剪輯：王義雄

## 劇場版
- 《超棒的魔女來了》（日语：魔女っ子メグちゃん すてきな魔女がやってきた）

第1集另一版本，在1974年7月25日公開，是「和五指遊玩的東映漫畫節」的其中一部電影。與閃電人f、幪面超人X對黑暗之王、鐵甲萬能俠對暗黑大將軍、三一萬能俠、同期上映。
其影像版本收錄於2011年10月21日發售的DVD「復刻!漫畫節1974年夏」。
- 《月亮的使者》（日语：魔女っ子メグちゃん 月よりの使者）

第11集另一版本，在1975年3月21日公開，是「東映漫畫節」的其中一部電影。與小露寶、幪面超人AMAZON、安徒生童話 人魚公主、鐵甲萬能俠2號對三一萬能俠、同期上映。
其影像版本收錄於2011年11月21日發售的DVD「復刻！漫畫節1975年春」。